# David Verdonck
David Verdonck (Turnhout, 17 april 1976) is een voormalig Belgisch wielrenner. Eind 2006 kondigde hij het einde van zijn wielercarrière aan. De Ronde van Burkina Faso zou zijn laatste wielerwedstrijd zijn. Hij won de vijfde etappe en het eindklassement.

## Belangrijkste overwinningen
2005
- 10e etappe Ronde van Burkina Faso

2006
- 5e etappe Ronde van Burkina Faso
- Eindklassement Ronde van Burkina Faso